# Gorgova, Tulcea
Gorgova este un sat în comuna Maliuc din județul Tulcea, Dobrogea, România.
Este situat pe malul drept al brațului Sulina, în aval față de reședință la aprox. 2 NM (2,7 km), cam la jumătatea distanței dintre Tulcea și Marea Neagră. 

Denumirea satului vine de la iezerul Gorgov, menționat între brațul Sulina și Sfântul Gheorghe, într-o hartă rusească din anul 1928. 

Satul a fost înființat și a rezistat de-a lungul timpului datorită bogăției piscicole a zonei și a așezării sale pe principalul șenal navigabil, brațul Sulina.
Gorgova apare menționată documentar în Fondul Tapiurilor otomane din anii 1866 - 1877 sub denumirea de Gorg-ava. La acea dată, aparținea administrativ de plasa Sulina.

Războaiele ruso - turce din 1828 - 1829 au depopulat satul, care va fi din nou locuit, abia după anul 1878, când Dobrogea este realipită României. 

În anul 1850 – Cătunul GORGOVA, era în componența Orașului Mahmudieh (Mahmudia de astăzi) alături de satul Cara-Suhat (astăzi - Bălteni).
La consolidarea existenței micii localități a contribuit și înființarea Comisiei Europene Dunărene care, în 1879, înființase linia de telegraf Tulcea - Sulina, cu un "oficiu" la Gorgova. Tot aici, din 1894, se înființează, în serviciul aceleiași Comisii și un serviciu telefonic. Apoi, în 1903, se inaugurează o linie telefonică Sulina-Tulcea, cu legătură spre Galați, una din primele din Dobrogea. Această linie telefonică își avea oficii în aceleași locuri că și telegraful: Sulina, Gorgova, Ceatal și Tulcea.
În perioada 1941 - 1943, în sat, a funcționat un "Punct de Pândă și Alarmă" înființat de către Batalionul 15 infanterie marină, dotat cu aparatură optică de observație și mijloace de transmisiuni. Postul a fost înființat la solicitarea Misiunii Navale Germane, pe fondul intensificării activității grupurilor de partizani și spioni ruși, sprijiniți de populația pro-rusă, care desfășurau activități de amplasare de mine anti-navă și explozibili în scopul sabotării traficului naval în sectorul Dunării maritime. 

## Date demografice
În marea lui dorință de a pune stavilă rusificării Deltei Dunării, începând cu anul 1897, prefectul Ioan Nenițescu colonizează cu români  Delta Dunării. Din ordinul lui, se înființează o serie de sate în deltă, iar unele sunt colonizate cu populație românească. Astfel, se colonizează sate mai vechi ca Ilganii de Sus, Ilganii de Jos, Gorgova, Ciamurlia, Pătlăgeanca, Ceatalchioi și Pardina.

La începutul secolul al XX-lea, în sat locuiau 177 de suflete, din care 55 lipoveni bespopovi (fără popă), 95 ruși, 6 greci, 1 italian, ce trăiau în 49 de case și se ocupau cu pescuitul. La recensământul din februarie 1956, în Gorgova au fost înregistrați 714 locuitori (387 de sex masculin și 327 de sex feminin).